# Misaeng
Misaeng (미생?; lett. "Vita incompleta"), anche nota con il titolo internazionale Misaeng: Incomplete Life, è una serie televisiva sudcoreana trasmessa su tvN dal 17 ottobre al 20 dicembre 2014 e basata sull'omonimo webtoon di Yoon Tae-ho. Il protagonista Jang Geu-rae ha il volto di Im Si-wan, che già l'aveva interpretato in un cortometraggio del 2013.
La serie, che ruota attorno a un gruppo di stagisti precari presso un'azienda, ha riscosso un immediato successo tra gli impiegati per averne rappresentato in modo realistico la vita. Ha registrato ascolti in crescita, superando il 5% di share e chiudendo con un indice di ascolto dell'8,2%, risultati rari per un canale via cavo.
Ha avuto due remake, il giapponese Hope: Kitai zero no shinnyu shain (2016) e il cinese Ping fan de rong yao (2020).

## Trama
Fin da bambino Jang Geu-rae ha sognato di diventare un giocatore professionista di baduk, ma quando non riesce a realizzare la sua aspirazione si ritrova costretto ad abbandonare la sua esistenza isolata e ad entrare nel mondo del lavoro con soltanto un diploma di scuola superiore a disposizione. Grazie alla raccomandazione di un conoscente, viene assunto come stagista da One International, una grande società commerciale: qui conosce il suo capo Oh Sang-shik, un maniaco del lavoro dalla personalità cordiale; la collega stagista Ahn Young-yi, invidiata a causa della sua estrema competenza; e Jang Baek-gi, un collega nerd ansioso ma ambizioso. 

## Personaggi e interpreti
- Jang Geu-rae, interpretato da Im Si-wan e Kim Ye-jun (da giovane)
- Oh Sang-shik, interpretato da Lee Sung-min
- Ahn Young-yi, interpretata da Kang So-ra
- Jang Baek-gi, intepretato da Kang Ha-neul
- Han Seok-yool, interpretato da Byun Yo-han

## Riconoscimenti
- Baeksang Arts Award[12]
  - 2015 – Miglior regista televisivo a Kim Won-seok
  - 2015 – Miglior attore televisivo a Lee Sung-min
  - 2015 – Miglior attore televisivo emergente a Im Si-wan
  - 2015 – Candidatura Miglior drama
  - 2015 – Candidatura Miglior attore televisivo emergente a Kim Dae-myung
- Cable TV Broadcasting Award[13]
  - 2015 – Gran premio
  - 2015 – Miglior attore a Im Si-wan